# Alpské lyžování na Zimních olympijských hrách 2006
Alpské lyžování na olympiádě v Turíně je na programu od 12 do 25. února na trati Sestriere a San Sicario

## Přehled medailí
| Pořadí | Země                         | Zlato | Stříbro | Bronz | Celkově |
| ------ | ---------------------------- | ----- | ------- | ----- | ------- |
| 1.     | Rakousko (AUT)               | 4     | 5       | 5     | 14      |
| 2.     | Spojené státy americké (USA) | 2     | 0       | 0     | 2       |
| 3.     | Chorvatsko (CRO)             | 1     | 2       | 0     | 3       |
| 4.     | Francie (FRA)                | 1     | 1       | 0     | 2       |
| 5.     | Švédsko (SWE)                | 1     | 0       | 3     | 4       |
| 6.     | Norsko (NOR)                 | 1     | 0       | 0     | 1       |
| 7.     | Švýcarsko (SUI)              | 0     | 1       | 2     | 3       |
| 8.     | Finsko (FIN)                 | 0     | 1       | 0     | 1       |
|        | Celkem                       | 10    | 10      | 10    | 30      |

## Medailisté

### Muži
| Disciplína       | Zlato                                     | Výkon   | Stříbro                             | Výkon   | Bronz                               | Výkon   |
| ---------------- | ----------------------------------------- | ------- | ----------------------------------- | ------- | ----------------------------------- | ------- |
| kombinace        | Ted Ligety · Spojené státy americké (USA) | 3:09,35 | Ivica Kostelić · Chorvatsko (CRO)   | 3:09,88 | Rainer Schönfelder · Rakousko (AUT) | 3:10,67 |
| sjezd            | Antoine Dénériaz · Francie (FRA)          | 1:48,80 | Michael Walchhofer · Rakousko (AUT) | 1:49,52 | Bruno Kernen · Švýcarsko (SUI)      | 1:49,82 |
| slalom           | Benjamin Raich · Rakousko (AUT)           | 1:43,14 | Reinfried Herbst · Rakousko (AUT)   | 1:43,97 | Rainer Schönfelder · Rakousko (AUT) | 1:44,15 |
| obří slalom      | Benjamin Raich · Rakousko (AUT)           | 2:35,00 | Joël Chenal · Francie (FRA)         | 2:35,07 | Hermann Maier · Rakousko (AUT)      | 2:35,16 |
| superobří slalom | Kjetil André Aamodt · Norsko (NOR)        | 1:30,65 | Hermann Maier · Rakousko (AUT)      | 1:30,78 | Ambrosi Hoffmann · Švýcarsko (SUI)  | 1:30,98 |

### Ženy
| Disciplína       | Zlato                                          | Výkon   | Stříbro                               | Výkon   | Bronz                                     | Výkon   |
| ---------------- | ---------------------------------------------- | ------- | ------------------------------------- | ------- | ----------------------------------------- | ------- |
| kombinace        | Janica Kostelićová · Chorvatsko (CRO)          | 2:51,08 | Marlies Schildová · Rakousko (AUT)    | 2:51,58 | Anja Pärsonová · Švédsko (SWE)            | 2:51,63 |
| sjezd            | Michaela Dorfmeisterová · Rakousko (AUT)       | 1:56,49 | Martina Schildová · Švýcarsko (SUI)   | 1:56,86 | Anja Pärsonová · Švédsko (SWE)            | 1:57,13 |
| slalom           | Anja Pärsonová · Švédsko (SWE)                 | 1:29,04 | Nicole Hospová · Rakousko (AUT)       | 1:29,33 | Marlies Schildová · Rakousko (AUT)        | 1:29,79 |
| obří slalom      | Julia Mancusová · Spojené státy americké (USA) | 2:09,19 | Tanja Poutiainenová · Finsko (FIN)    | 2:09,86 | Anna Ottossonová · Švédsko (SWE)          | 2:10,33 |
| superobří slalom | Michaela Dorfmeisterová · Rakousko (AUT)       | 1:32,47 | Janica Kostelićová · Chorvatsko (CRO) | 1:32,74 | Alexandra Meissnitzerová · Rakousko (AUT) | 1:33,06 |